# Marino Murillo
Marino Alberto Murillo Jorge (19 de febrero de 1961) es un político, economista y exmilitar cubano. Fue nombrado Ministro de Economía y Planificación tras la reestructuración del gobierno anunciada por Raúl Castro el 2 de marzo de 2009. Murillo mantuvo este cargo hasta el 25 de marzo de 2011, pero fue reelegido el 25 de septiembre de 2014 para liderar los esfuerzos de realizar reformas económicas en la isla. El 14 de julio de 2016 fue removido de su cargo por segunda vez y pasó a ocupar un nuevo cargo encargado de las reformas de mercado.
Como Ministro de Economía y Planificación, su función era encabezar las reformas económicas iniciadas por Raúl Castro. La intención de Murillo fue "sacar a la economía cubana de sus rasgos paternalistas actualizando el sistema económico". Murillo no apoyaba la idea de que Cuba copiara las reformas económicas de Vietnam y China, afirmando que los mercados privados recientemente establecidos no tiene la intención de marchar hacia el capitalismo.

## Historia
Poco se sabe de la vida de Murillo antes de convertirse en Ministro de Economía y Planificación, en 2009. Nació el 19 de febrero de 1961, en Manzanillo, Cuba. y es licenciado en economía por el Colegio de Defensa Nacional de Cuba, y es miembro del Partido Comunista de Cuba. Su biografía oficial afirma que "ha estado vinculado al ámbito económico desde hace más de 20 años" como Ministro de Comercio Interior, Viceministro de Economía y Planificación y como auditor del Ministerio de Alimentación e Industria. Ocupó el cargo de Ministro de Comercio Interior desde 2006 hasta el 2 de marzo de 2009, cuando fue sucedido por su Viceministro Primero Jacinto Angulo Pardo.

## Ministro de Economía y Planificación (2009-2011)
Durante la reestructuración del gobierno cubano de Raúl Castro, en 2009, Murillo reemplazó a José Luis Rodríguez García como Ministro de Economía y Planificación y Vicepresidente del Consejo de Ministros. Al principio de su mandato, Murillo criticó los rasgos paternalistas de la economía cubana. También propuso recortar la nómina del gobierno en hasta 500.000 trabajadores, una moción promulgada pero no completada.
Cuando Murillo asumió el cargo, la economía cubana se había visto duramente afectada por la crisis financiera mundial de 2008. En el VII Pleno del Comité Central del Partido Comunista de Cuba afirmó que es necesario el debate público antes de implementar cambios en el sistema económico, alegando "que" la falsa unanimidad es perniciosa y hay que fomentar el debate y el sano desacuerdo". Murillo también destacó la importancia de "el orden y la disciplina, la institucionalidad, el establecimiento claro de los deberes y competencias de cada cargo y, sobre todo, de convencer a las personas de la necesidad de trabajar para satisfacer sus aspiraciones". Su informe fue aprobado por el pleno. Murillo fue elegido miembro del Consejo de Estado en diciembre de 2009 para "mejorar el proceso de planificación de la economía nacional", según Raúl Castro. A finales de 2009, el déficit comercial de Cuba de 2.300 millones de dólares en 2008 se había convertido en un superávit de 400 millones de dólares. Murillo logró esto mediante una reducción del 37,6 por ciento en las importaciones. La economía sólo creció un 1,4 por ciento en 2009, frente al 4,2 por ciento del año anterior. La planificación inicial preveía un 6 por ciento, pero como resultado de la crisis financiera mundial, los ingresos de sectores importantes como el turismo disminuyeron notablemente. Hubo una disminución del 22,9 por ciento en las exportaciones y una disminución del 37,4 por ciento en las importaciones, lo que destaca los esfuerzos de Murillo para reducir los gastos gubernamentales en divisas.
En un discurso ante la Asamblea Nacional del Poder Popular, el Parlamento cubano, en agosto de 2010, se le preguntó a Murillo si Cuba buscaría cambios similares a los vistos en Vietnam y la República Popular China. Respondió: "Creo que el modelo cubano es un modelo muy cubano. No podemos copiar lo que hacen muchas personas en el mundo”, y señaló además que el país más fuerte del mundo, Estados Unidos, era su enemigo. Continuó diciendo que con una actualización en lugar de una reforma, el sistema económico estatal cubano permanecería altamente centralizado, aunque algunas empresas, como las barberías, por ejemplo, no deberían estar controladas directamente por el gobierno. Sobre la actualización del sistema económico afirmó que los mercados privados recién establecidos priorizarían los intereses del socialismo y no los del capitalismo. En la convocatoria de diciembre del parlamento cubano, Murillo ocupó un lugar central para hablar sobre las dificultades, ineficiencias y limitaciones del modelo económico cubano. Esbozó las reformas propuestas y explicó las ineficiencias de la economía, afirmando que el modelo económico actualizado de Cuba funcionaría como una economía híbrida planificada y de mercado, pero que la economía planificada seguiría siendo dominante.

## "Zar de la reforma" (2011-2016)
El 25 de marzo de 2011 Murillo fue reemplazado como Ministro de Planificación y Economía por Adel Yzquierdo Rodríguez.La versión oficial es que Murillo fue reemplazado para que pudiera concentrar sus esfuerzos en "supervisar la implementación de medidas asociadas a la actualización del modelo económico cubano"  como Presidente de la Comisión de Política Económica del VI Congreso del Partido. Sin embargo, conserva el control general sobre el Ministerio de Planificación y Economía, así como sobre otros "sectores productivos". Un observador extranjero consideró que la posición de Murillo se había fortalecido tras su nombramiento como presidente de la Comisión de Política Económica y se refirió a él como un "superministro" en las reformas económicas. Como presidente de la comisión, Murillo está a cargo de implementar las reformas económicas de Raúl Castro.
En el VI Congreso del Partido Comunista de Cuba, Murillo fue elegido miembro de su Buró Político. Murillo fue considerado uno de los posibles sucesores de Raúl Castro como líder cubano.